# アントニオ・ルビノ
アントニオ・ルビノ（Antonio Rubino、1578年 - 1643年3月22日）は、江戸時代初期に来日したイタリアのイエズス会宣教師である。

## 経歴・人物
1595年に17歳でイエズス会士となり、1602年にポルトガル領インドのゴアに渡る。1638年にはマカオに移住し、イエズス会の日本管区総会議に出席した。これによりルビノは翌1639年には日本および清国の巡察使に任命され、その後は同じイエズス会士であったポルトガル人宣教師のクリストヴァン・フェレイラ（沢野忠庵）を回心させる目的で日本に来航することを決心する。
これによってルビノはイエズス会士のスペイン人宣教師ディエゴ・デ・モラレスら4人の司祭と4人の伝道士ら有志を集め、宣教団を結成しそのリーダーとしてスペイン領東インド（現在のフィリピン）のマニラにて活動した。1642年7月9日に宣教団は同地から出航し、同年8月11日（寛永19年7月16日）に薩摩の下甑島に来航した。しかし当時日本ではキリスト教禁止令下にあったために来日直後に他の宣教師と共に捕縛され、長崎に送還される。翌1643年（寛永20年）には同地にて穴吊しの拷問を受け同年3月22日（寛永20年2月3日）に殉教した。